# Ядерна реакція

Реакція між ^{6}Li та дейтерієм з утворенням двох альфа-частинок

Ядерна реакція — явище перетворення ядер атомів хімічних елементів і елементарних частинок. Ядерні реакції можуть відбуватися спонтанно, або після зіткнення ядра з високоенергетичними частинками (наприклад, фотоядерні реакції відбуваються після зіткнення з високоенергетичним гамма-квантом). Спонтанні ядерні перетворення є причиною природної радіоактивності.
Як і хімічні реакції, ядерні реакції можуть бути ендотермічними й екзотермічними.
Ядерні реакції поділяються на реакції розпаду (альфа-розпад, бета-розпад і кластерний розпад), при яких ядро випромінює частинки та реакції ядерного синтезу, при яких легкі ядра зливаються, утворюючи більш важкі. Особливим типом ядерної реакції є поділ ядра, при якому важке ядро розпадається на два легших ядра, зазвичай, випромінюючи при цьому нейтрони. Іншим специфічним типом ядерних реакцій є реакції захоплення, при яких ядра захоплюють нейтрон або електрон з атомної оболонки.

## Історія
Першу штучно викликану ядерну реакцію спостерігав у 1919 році Ернест Резерфорд, опромінюючи альфа-частинками азот. Реакція відбувалася за схемою
{\displaystyle _{7}^{14}{\text{N}}+\alpha \rightarrow \,_{8}^{17}{\text{O}}+p}.

## Закони збереження при ядерних реакціях
Під час ядерних реакцій виконуються загальні закони збереження енергії, імпульсу, моменту імпульсу та електричного заряду.
Окрім того існує низка особливих законів збереження, притаманних ядерній взаємодії, наприклад, закон збереження баріонного заряду.

## Енергетичний вихід ядерної реакції
Якщо сума мас спокою частинок до реакції більша за суму мас спокою частинок після реакції, то така реакція відбувається з виділенням енергії. Таку енергію називають енергетичним виходом ядерної реакції. Енергетичний вихід ядерної реакції обчислюється за формулою ΔE=Δmc2, де Δm — дефект маси, c — швидкість світла.

## Канали реакції
Канал реакції — один із різних шляхів яким може піти хімічна або ядерна реакція, в результаті якої при однакових вихідних реагентах утворюються різні продукти.
Наприклад, при реакції літію з повільним протоном, утворюється проміжне ядро берилію, яке може розпастися за різними каналами:
{\displaystyle ^{7}{\text{Li}}+p\rightarrow ^{8}{\text{Be}}\rightarrow \left\{{\begin{matrix}^{7}{\text{Li}}+p\\2^{4}{\text{He}}\\^{8}{\text{Be}}+\gamma \\^{7}{\text{Li}}^{*}+p\\^{6}{\text{Li}}+d\end{matrix}}\right.}

## Види ядерних реакцій

### Ядерні реакції синтезу
Під час ядерних реакцій синтезу з легких ядер елементів утворюються нові, важчі ядра.
Зазвичай реакції синтезу можливі тільки за умов, коли ядра мають велику кінетичну енергію, оскільки сили електростатичного відштовхування перешкоджають зближенню однаково заряджених ядер, створюючи так званий кулонівський бар'єр.
Штучним шляхом цього вдається досягти за допомогою прискорювачів заряджених частинок, в яких іони, протони або α-частинки прискорюють електричним полем, або термоядерних реакторів, де іони речовини набувають кінетичної енергії за рахунок теплового руху. В останньому випадку мову ведуть про реакцію термоядерного синтезу.

#### Ядерний синтез у природі
У природі реакції синтезу розпочалися у перші хвилини після Великого вибуху. Під час первинного нуклеосинтезу з протонів утворилися лише деякі найлегші ядра (дейтерію, гелію, літію). 
Наразі ядерні реакції відбуваються у ядрах зір, наприклад, у Сонці. Основним процесом є утворення ядра гелію з чотирьох протонів, що може відбуватися або в протон-протонному ланцюжку, або в циклі Бете-Вайцзекера.
У зорях, маса яких перевищує половину M☉, можуть утворюватися й інші, важчі елементи. Цей процес розпочинається з утворення ядер вуглецю у потрійній α-реакції. Утворені ядра взаємодіють із протонами та α-частинками і, таким чином, утворюються хімічні елементи аж до залізного піка.
Утворення важчих ядер (від заліза до бісмуту) відбувається у оболонках досить масивних зір на стадії червоного гіганта здебільшого завдяки s-процесу та, частково, завдяки p-процесу. Найважчі (нестабільні) ядра утворюються під час спалахів наднових.

#### Можливість виникнення термоядерної реакції
Можливість проведення ядерної реакції визначається співвідношенням між енергією, яка виділяється на випромінювання електромагнітних хвиль, і енергією ядерного розщеплення. Якщо це співвідношення менше одиниці, то ядерна реакція може розвиватися. Енергія, яка випромінюється за 1 секунду у сантиметрі кубічному дорівнює
{\displaystyle U_{r}={\frac {16}{3}}{\frac {e^{2}}{\hbar c}}(1+{\mathfrak {S}})({\frac {e^{2}}{mc^{2}}})^{2}V_{e}N^{2}E,}
де {\displaystyle V_{e}} — швидкість електрона, {\displaystyle N}- концентрація електронів на один сантиметр кубічний, {\displaystyle E} — енергія електрона (разом із енергією спокою), {\displaystyle {\mathfrak {S}}} — випромінювання при зіткненні електронів, {\displaystyle {\mathfrak {S}}\cong 1} (у сумі відповідає зіткненню електрона із дейтроном).
Протон у 1836 разів важчий за електрон. Як наслідок, ядра рухаються значно повільніше, ніж електрони, які миттєво встигають підлаштуватися до будь-якої зміни координат ядер. Якщо ядро знаходиться у спокої, то воно отримує від електрона кінетичну енергію, яка дорівнює {\displaystyle e^{2}vb,} де {\displaystyle v} — швидкість електрона, {\displaystyle b} — відстань до найближчого зіткнення. За цього передається повна енергія, яка дорівнює
{\displaystyle \int {\frac {1}{2M}}(e^{2}/vb)^{2}2\pi b\,db\cdot vn^{2},}
яка приводить до
{\displaystyle {\frac {4\pi }{M}}{\frac {e^{4}n^{2}}{v}}\int {\frac {1}{b}}db.}
Правильне рішення дає для інтегралу значення 9. Верхня межа для {\displaystyle b} виводиться з екранування, яке викликається іншими електронами.
Енергія, яка отримується при ядерних розщепленнях на 1 секунду у кубічному сантиметрі дорівнює
{\displaystyle U_{d}={\sqrt {2}}\sigma _{c}V_{d}N^{2}\varepsilon ,}
де {\displaystyle \varepsilon } — енергія, яка виділяється при 1 акті ядерної реакції, {\displaystyle \sigma _{c}} — перетин розщеплення, {\displaystyle V_{d}} — швидкість дейтрону.
{\displaystyle {\frac {U_{r}}{U_{d}}}={\frac {1+{\mathfrak {S}}}{120x}},}
де {\displaystyle x} пов'язане із {\displaystyle \sigma _{c}} співвідношенням:
{\displaystyle \sigma _{c}=x\cdot 10^{-24}{\text{см}}^{2}.}Ця формула справедлива для енергій 0,5 МеВ.
Таке значення отримується при врахуванні розігріву дейтерію на фронті ядерної детонаційної хвилі (аналогічно до теорії Я. Б. Зельдовича про нагрівання газів у детонаційній хвилі) при повній енергії ядерної реакції 4 МеВ та її рівномірному розподілі між усіма частинками (2 дейтрони й 2 електрони).
Вважаючи {\displaystyle x=1/20}, отримуємо:
{\displaystyle {\frac {U_{r}}{U_{c}}}={\frac {1+{\mathfrak {S}}}{6}}.}
Детонаційна хвиля може розповсюджуватися по усьому дейтерієвому зарядові лише у тому випадку, якщо його розмір достатньо великий. Цей мінімальний розмір по порядку величини є рівним добутку швидкості звуку на час реакції. Остання визначається рівнянням
{\displaystyle \tau ={\frac {\Lambda }{V_{d}}}={\frac {1}{{\sqrt {2}}N\sigma _{c}V_{d}}}.}
Швидкість звуку {\displaystyle c\cong {\frac {2}{3}}V_{d}.} Критичний діаметр
{\displaystyle d\cong c\cdot \tau \cong {\frac {3}{2{\sqrt {2}}N\sigma _{c}}}\cong {\frac {1}{2}}{\text{метра}}.}
Ця величина може бути меншою, якщо «заряд» перебуватиме у масивній оболонці, а також завдяки тому, що буде відбуватися альтернативна реакція {\displaystyle D(D,n)He^{3},} яка буде збільшувати енергію виділення й скорочувати час реакції.
Для термоядерної бомби краще за все підходять легкі ядра, оскільки кулонівський бар'єр для них є меншим і є меншою втрата енергії за рахунок електронів на радіацію. Тому наступні реакції є «найвигіднішими»:
{\displaystyle D+D\rightarrow {\begin{cases}T+p+3,98{\text{МеВ}};\\He^{3}+n+3,24{\text{МеВ}}.\end{cases}}}
Припускається, що у наступній реакції дейтерій має щільність (рідка фаза) {\displaystyle 4,2\cdot 10^{22}{\text{атм/см}}^{3}.} Загальна енергія складає близько {\displaystyle 10^{17}{\text{ерг/см}}^{3},} або 2,5 тони тротилового еквівалента на сантиметр кубічний.
Поперечний перетин для реакції {\displaystyle D(D,n)} є наступним
| {\displaystyle E,\,{\text{кеВ}}}      | {\displaystyle 16}      | {\displaystyle 20}     | {\displaystyle 40}     | {\displaystyle 120}  | {\displaystyle 300}  |
| ------------------------------------- | ----------------------- | ---------------------- | ---------------------- | -------------------- | -------------------- |
| {\displaystyle \sigma ,{\text{барн}}} | {\displaystyle 0,00025} | {\displaystyle 0,0005} | {\displaystyle 0,0043} | {\displaystyle 0,02} | {\displaystyle 0,05} |

Поперечний перетин визначається за формулою
{\displaystyle \sigma ={\frac {\mathrm {const} }{v^{2}}}\exp(-{\frac {2\pi }{137}}{\frac {c}{v}}).}
Якщо електрон проходить біля ядра, швидкість переходу електронів до випромінювання на одиницю часу та на одиницю об'єму дорівнює
{\displaystyle -({\frac {dw}{dt}})_{rad}={\frac {16}{3}}{\frac {e^{6}n^{2}Z^{3}v}{c^{3}\hbar m}}={\frac {64}{3{\sqrt {2\pi }}}}{\frac {e^{6}Z^{3}}{mc^{3}\hbar }}n^{2}{\sqrt {\frac {kT}{m}}},}
де {\displaystyle n} — щільність ядер, {\displaystyle Z} — атомний номер, {\displaystyle v} — швидкість електрона, {\displaystyle m} — маса електронів.
Для дейтронів
{\displaystyle -({\frac {dw}{dt}})_{rad}=1,68\cdot 10^{-25}n^{2}{\sqrt {\theta }}\quad {\text{ерг}}/{\text{см}}^{3}/{\text{сек}}=2,97\cdot 10^{20}{\sqrt {\theta }}\quad {\text{ерг}}/{\text{см}}^{3}/{\text{сек}},}
де {\displaystyle \theta } — температура у електронвольтах.
Швидкість утворення енергії: {\displaystyle ({\frac {dw}{dt}})=Rw,} де {\displaystyle w} — утворення енергії на зіткнення, {\displaystyle R=2,2\cdot 10^{-12}n^{2}\theta ^{-2/3}e^{-187,8/\theta ^{1/3}}{\frac {1}{{\text{см}}^{3}\cdot c}}} — швидкість зіткнення.
Якщо б була встановлена теплова рівновага між частинками й випромінюванням, нагрівання дейтерію до необхідної температури було б неможливим. Насправді теплової рівноваги немає.

### Ядерні реакції розпаду
Реакціями розпаду зумовлена альфа- та бета-радіоактивність. При альфа-розпаді з ядра вилітає альфа-частинка 4He, а масове число й зарядове числа ядра змінюються на 4 та 2 відповідно. При бета-розпаді з ядра вилітає електрон або позитрон, масове число ядра не змінюється, а зарядове збільшується або зменшується на 1. Обидва типи розпаду відбуваються спонтанно.

### Поділ ядра
Невелика кількість ізотопів здатна до поділу — реакції при якій ядро ділиться на великі частини. Поділ ядра може відбуватися як спонтанно, так і вимушено — під дією інших частинок, здебільшого — нейтронів.
1939 року було виявлено, що ядра урану-235 здатні не лише до спонтанного поділу (на два легших ядра) з виділенням ~200 МеВ енергії та випроміненням двох-трьох нейтронів, але й до вимушеного поділу, що ініціюється нейтронами. Враховуючи, що в результаті такого поділу теж випромінюються нейтрони, які можуть викликати нові реакції вимушеного поділу сусідніх ядер урану, стала очевидною можливість ланцюгової ядерної реакції. Така реакція не відбувається у природі лише тому, що природний уран на 99,3 % складається з ізотопу урану-238, а до реакції поділу здатен лише уран-235, якого у природному урані міститься лише 0,7 %.
Механізм поділу ядра полягає в наступному: частинки у ядрі зазнають дії двох сил, притягання (сильна взаємодія) і відштовхування (електромагнітна взаємодія). Ядерні сили притягання є короткодійними, на відміну від далекодійних сил кулонівського відштовхування. Завдяки цьому, ядерні сили у ядрі є подібними до сил поверхневого натягу у краплині води — на цій аналогії побудована краплинна модель ядра. Сили притягання переважають сили відштовхування, що утримує ядро у стабільному стані. Якщо ядро з якоїсь причини набуває асиметричної форми (стає еліпсоїдом замість сфери), то воно буде коливатись подібно до краплини води у невагомості. Через короткодійність сил притягання, така деформація ядра впливає на них значно сильніше, ніж на електромагнітні сили, зміщуючи баланс сил в бік відштовхування. Якщо витягнутість еліпсоїда стане більшою за деяке критичне значення, кулонівські сили почнуть домінувати, розтягуючи ядро ще більше, надаючи йому спочатку гантелеподібної форми, а потім і розриваючи його на дві половини.
Ядро може бути переведене у асиметричний стан через зовнішнє збудження, наприклад, після зіткнення з нейтроном.
Без зовнішнього впливу ядро може перейти у такий стан завдяки тунельному ефекту, оскільки стан двох маленьких ядер є енергетично більш вигідним ніж одного великого.

## Ядерні реакції в житті людей

### Атомна бомба
Ланцюгову реакцію поділу атомних ядер у ХХ столітті почали застосовувати в атомних бомбах. Через те, що для інтенсивної ядерної реакції потрібно мати критичну масу (масу, необхідну для розвитку ланцюгової реакції), то для здійснення атомного вибуху декілька частин з масами, що менші за критичну, поєднуються, утворюється надкритична маса і в ній виникає ланцюгова реакція поділу, що супроводжується вивільненням великої кількості енергії — відбувається атомний вибух.

### Ядерний реактор
Для перетворення теплової енергії розпаду ядер на електричну енергію використовують ядерний реактор.
Як пальне у реакторі застосовується суміш ізотопів урану-235 та урану-238, або плутоній-239. При потраплянні швидких нейтронів до ядра атома урану-238 відбувається його перетворення на плутоній-239 і його подальший розпад з вивільненням енергії. Процес може бути циклічним, проте для цього необхідні реактори, які працюють на швидких нейтронах. Зараз же як основний компонент в реакторах застосовується нуклід урану-235. Для його взаємодії зі швидкими нейтронами необхідне їх сповільнення. Як сповільнювач застосовують:
- графіт — добре сповільнення, слабке поглинання, придатний для урану-238 як палива
- воду:
  - «легка вода» H2O — дуже добре сповільнення, значне поглинання нейтронів, що негативно позначається на кількості вивільненої енергії
  - важка вода D2O — дуже добре сповільнення, слабке поглинання нейтронів.

За типом води, що використовується у реакторах, D2O або H2O, реактори поділяються на важководяні та легководяні відповідно. У важководяних реакторах як пальне використовується нуклід урану-238, у легководяних — уран-235.
Для керування реакцією розпаду та її припинення застосовують регулювальні стрижні, що містять ізотопи бору або кадмію.
Енергію, яка виділяється під час ланцюгової реакції поділу, виводить теплоносій. Через це він нагрівається, і при потраплянні у воду він нагріває її, перетворюючи на пару (часто теплоносієм є сама вода). Пара обертає парову турбіну, яка обертає ротор генератора змінного струму.